# Bulldog (Sophie and the Giants)
Bulldog è un singolo della cantante britannica Sophie and the Giants, pubblicato il 28 settembre 2018 come primo estratto dal primo EP Adolescence.

## Video musicale
Il video musicale, girato dal vivo, è stato pubblicato il 9 ottobre 2018 attraverso il canale YouTube della cantante.

## Tracce
1. Bulldog – 3:40